# Dolbina sieversi
Dolbina sieversi är en fjärilsart som beskrevs av Alphéraky 1897. Dolbina sieversi ingår i släktet Dolbina och familjen svärmare. Inga underarter finns listade i Catalogue of Life.